# Liste der Bodendenkmäler in Salzkotten
Die Liste der Bodendenkmäler in Salzkotten enthält die denkmalgeschützten unterirdischen baulichen Anlagen, Reste oberirdischer baulicher Anlagen, Zeugnisse tierischen und pflanzlichen Lebens und paläontologischen Reste auf dem Gebiet der Stadt Salzkotten im Kreis Paderborn in Nordrhein-Westfalen (Stand: Oktober 2020). Diese Bodendenkmäler sind in Teil B der Denkmalliste der Stadt Salzkotten eingetragen; Grundlage für die Aufnahme ist das Denkmalschutzgesetz Nordrhein-Westfalen (DSchG NRW).
| Bild | Bezeichnung                                                             | Lage                      | Beschreibung | Bauzeit | Eingetragen seit | Denkmal- nummer |
| ---- | ----------------------------------------------------------------------- | ------------------------- | ------------ | ------- | ---------------- | --------------- |
|      | Grabhügelgruppe                                                         | Niederntudorf             |              |         | 21.09.1989       | 1 BO            |
|      | Ehem. Salzgewinnungsanlage „Sültsoid“                                   | Salzkotten                |              |         | 21.09.1989       | 2 BO            |
|      | Grabhügelgruppe im Bereich der ‚Alte Römerstraße‘                       | Mantinghausen             |              |         | 30.10.1990       | 3 BO            |
|      | Jungsteinzeitlicher Siedlungsplatz                                      | Oberntudorf/Niederntudorf |              |         | 23.04.1991       | 4 BO            |
|      | Mittelalterliche Wüstungen Habringhauser Mark, nördl. B1                | Salzkotten                |              |         | 23.04.1991       | 5 BO            |
|      | Mittelalterliche Wüstungen „südlich Widey“                              | Salzkotten                |              |         | 23.04.1991       | 6 BO            |
|      | Eisenzeitlicher Siedlungsplatz „Ost-Vernisches Feld“                    | Verne                     |              |         | 11.06.1991       | 7 BO            |
|      | Mittelalterlicher Siedlungsplatz „Mackeloh“                             | Upsprunge                 |              |         | 17.12.1992       | 8 BO            |
|      | Mittelalterliche Wüstungen Vielsen im Bereich „Vielser Hof“             | Salzkotten                |              |         | 17.12.1992       | 9 BO            |
|      | Mittelalterliches Flurrelikt „Rabbruch“, südlicher Teil                 | Verne                     |              |         | 17.12.1992       | 10 BO           |
|      | Mittelalterliche Wüstung „Rabbruch“, nördlicher Teil                    | Verne                     |              |         | 17.12.1992       | 11 BO           |
|      | Synagogenplatz                                                          | Salzkotten                |              |         | 03.11.1997       | 12 BO           |
|      | Mittelalterliche Wüstung Vielsen im Bereich Vielser Hof – Erweiterung – | Salzkotten                |              |         | 21.09.1998       | 13 BO           |